# Поручин (Тернопольская область)
Поручин (укр. Поручин) — село в Бережанской городской общине Тернопольского района Тернопольской области Украины.
До 2020 года входило в Бережанский район.
Код КОАТУУ — 6120480605. Население по переписи 2001 года составляло 499 человек.

## Географическое положение
Село Поручин примыкает к селу Бище, на расстоянии в 0,5 км от села Залужье.

## История
- 1665 год — дата основания.